# Never Gonna Say I’m Sorry
A Never Gonna Say I'm Sorry című dal a svéd Ace of Base kislemeze, mely 1996 márciusában jelent meg Európában, majd augusztusban az Egyesült Államokban.

## A dalról
A Never Gonna Say I'm Sorry a 3. hivatalosan megjelent kislemez a The Bridge című stúdióalbumról A dalt Jonas Berggren és a zenekar tagjai írták, akik remélték, hogy sikerül megismételniük az All That She Wants című daluk sikerét. Jonas konkrétan említi a két dal közötti hasonlóságot. A dalról így nyilatkozott:
Korán elhatároztuk, hogy igyekszünk hasonló dobritmusokat használni, úgy mint az All That She Wants című dalban, mert az mindig szórakoztató, és mindig van valami régi minden új dalban.

## Kritikák
A Billboard kritikusai így nyilatkoztak: Az egyetlen olyan dal az albumról, mely kísértetiesen hasonlít korábbi All That She Wants című dalukra. A svéd négyes azonnal visszanyúl a reggae - pop stílus felé, ahol kezdték. Ez akkor nagyon jól működött, és jó esély van arra, hogy ismét működni fog. Így a legkritikusabb kritikusoknak is el kell ismerniük, hogy a dal emlékezetes.
A Music & Media szerint a közép tempójú dal, és dallam, mély domináns, tele ördögi dallamokkal, melyek a zenekar védjegyeivé váltak. Ezért a dal bármikor játszható.

## Megjelenések
12"  Németország Metronome – 576 195-1
- A1	Never Gonna Say I'm Sorry (Short Version) 3:16
- A2	Never Gonna Say I'm Sorry (Long Version) 6:35
- B1	Never Gonna Say I'm Sorry (Rock Version) 4:00 Bass – Peter Kahm, Remix, Guitar – Pär Aldeheim
- B2	Never Gonna Say I'm Sorry (Sweetbox Funky Mix) 6:46 Remix – Geo

## Videóklip
A videóklipet  Richard Heslop rendezte 1995 végén, aki korábban a Beautiful Life című klipet is rendezte. A videóban számítógép által generált képek, és tükörhatások láthatóak, melyek azt a hatást keltik, mintha egy mulató lenne, akárcsak az ABBA SOS videóklipje. A videóklip nem jelent meg az USA-ban, mivel az Arista Records elégedetlen volt a videóval, és úgy döntött, nem mutatják be az Államokban.

## Slágerlista
| Slágerlista                           | Legjobb helyezés |
| ------------------------------------- | ---------------- |
| Ausztrália Australian Singles Chart   | 79               |
| AusztriaAustrian Singles Chart        | 38               |
| Kanada Canadian Hot 100               | 53               |
| Chile Chilean Singles Chart           | 18               |
| Dánia Danish Singles Chart            | 12               |
| Európa Eurochart Hot 100              | 78               |
| Finnország Finnish Singles Chart      | 17               |
| Franciaország French Singles Chart    | 41               |
| Németország German Singles Chart      | 44               |
| Svédország Swedish Singles Chart      | 24               |
| US Bubbling Under Hot 100 Singles     | 6                |
| US Hot Dance Music/Maxi-Singles Sales | 18               |